# Иката
Иката (яп. 伊方町 Иката-тё:) — посёлок в Японии, находящийся в уезде Нисиува префектуры Эхимэ. Площадь посёлка составляет 94,40 км², население — 9792 человека (1 августа 2014), плотность населения — 103,73 чел./км².

## Географическое положение
Посёлок расположен на острове Сикоку в префектуре Эхимэ региона Сикоку. С ним граничат города Яватахама, Оита.
Посёлок находится на западной оконечности острова, на полуострове Садамисаки.

## Население
Население посёлка составляет 9792 человека (1 августа 2014), а плотность — 103,73 чел./км². Изменение численности населения с 1980 по 2005 годы:
| 1980 | 18 753 чел. |  |
| 1985 | 17 424 чел. |  |
| 1990 | 16 060 чел. |  |
| 1995 | 14 787 чел. |  |
| 2000 | 13 536 чел. |  |
| 2005 | 12 095 чел. |  |

## Символика
Деревом посёлка считается Quercus phillyraeoides, цветком — Farfugium japonicum.